# تل كابري
تل كابري يقع التل في فلسطين تبلغ مساحته حوالي 12 هكتاراً، وقد كان مأهولاً بالسكان خلال المراحل الثلاثة الأولى من العصر البرونزي القديم، لم تشر نتائج الحفريات الأثرية المتعاقبة على أنَّ موقع التل كان محصناً. يقع التل بالقرب من القرى العربية النهر والتّلّ والكابري.